# Quinn Cook
Quinn Alexander Cook (* 23. März 1993 in Washington, D.C.) ist ein US-amerikanischer Basketballspieler, der derzeit für die Zhejiang Lions in der Chinese Basketball Association aktiv ist. Seine letzte Station in der National Basketball Association (NBA) waren im Jahre 2021 die Cleveland Cavaliers. Seine Collegezeit absolvierte er an der Duke University, wo er für das ansässige Basketballteam, die Blue Devils, auflief. Im Jahre 2018 gewann Cook mit den Golden State Warriors an der Seite von Stephen Curry die NBA-Meisterschaft; gleiches gelang ihm 2020 an der Seite von LeBron James mit den Los Angeles Lakers.

## Highschool und College

### Highschool
Cook, in Washington, D.C. geboren, besuchte zunächst die DeMatha-Catholic-Highschool in Hyattsville (Maryland), einer Kleinstadt in Prince George’s County am Nordostrand von Washington. Während Cook für die DeMatha-Highschool spielte, verbuchte die Mannschaft 85 Siege für sich und kassierte lediglich 18 Niederlagen. Damit war man eines der besten Teams im Bundesstaat Maryland.
Vor seiner Senior-Saison wechselte Cook an die Oak Hill Academy in Mouth of Wilson im Grayson County (Virginia). Der dortigen Basketballmannschaft, den traditionsreichen Warriors, hatten zuvor auch schon Spieler wie Kevin Durant, Jerry Stackhouse und Carmelo Anthony angehört. Im Jahre 2017 wurde Oak Hill für die gute Nachwuchsarbeit von der Zeitung USA Today zum drittbesten Basketballförderprogram des Jahrzehnts gewählt. Die Oak Hill Warriors gewannen neunmal den Titel der „National High School Champions“ (1993, 1994, 1999, 2001, 2004, 2007, 2012, 2016).
Mit Cook als Point Guard fuhren die Warriors in seiner Freshman-Saison 31 Siege bei nur 4 Niederlagen ein.
Während seiner Highschool-Zeit heimste Cook einige Auszeichnungen ein. So wurde er nach seiner Junior-Saison von der Washington Post zum „All-Met Player of the Year 2010“ bestimmt und war dadurch der erste Spieler im Junior-Alter, der in 30 Jahren mit dieser Auszeichnung bedacht wurde. Bereits im Vorjahr hatte die Zeitung ihn in das „All-Met Third Team 2009“ berufen; Cook war dabei der einzige Sophomore-Spieler in der All-Met-Auswahl jenes Jahres. Nach seiner Senior-Saison an der Oak Hill Academy wurde Cook in das Second Team All-American berufen. Er nahm außerdem am McDonald’s All-American Boys Game des Jahres 2011 teil.

### College
Im November 2010 erklärte Cook, für die Duke University spielen zu wollen. Er hatte auch Angebote der Universitäten Villanova, UCLA und North Carolina. Er gab sein Debüt für die Blue Devils am 14. Oktober 2011 bei der jährlichen Mannschaftsvorstellung Countdown to Craziness der Universität. In seiner ersten Saison konnte er einen Höchstwert von 14 Punkten auflegen; durchschnittlich erzielte er in jenem Jahr 4,4 Punkte, 1,0 Rebounds, 1,9 Assists und 0,4 Steals. Bei 33 absolvierten Spielen stand Cook viermal in der Startaufstellung.
In seinem zweiten Jahr wurde Cook Stammspieler. Er stand in 36 Spielen für die Blue Devils auf dem Parkett, davon 34 als Mitglied der „ersten Fünf“. Seine Durchschnittszahlen verbesserten sich auf 11,7 Punkte, 3,8 Rebounds, 5,3 Assists und 1,4 Steals. Vergleichbare Zahlen legte er in seinem dritten Collegejahr auf (11,6 Punkte, 2,2 Rebounds, 4,4 Assists, 1,3 Steals), wenngleich er nun bei 35 Einsätzen nur 22 von Beginn an bestritt.
In seinem letzten Collegejahr stand Cook bei all seinen 39 Einsätzen in der Startaufstellung. Er erzielte im Durchschnitt 15,3 Punkte erzielen, dazu 3,4 Rebounds, 2,6 Assists und 1,0 Steals. Cook beendete seine Collegekarriere nach 143 Spielen für die Duke University, von denen er 99 als Starter absolvierte. Zu seinen 11,0 Punkten pro Spiel kamen 2,7 Rebounds, 3,6 Assists und 1,1 Steals.

## NBA und G-League

### Canton Charge und Dallas Mavericks (2015–2017)
Cook meldete sich zur NBA-Draft 2015 an, blieb jedoch unberücksichtigt. In der Orlando Summer League 2015 lief er für die Oklahoma City Thunder auf, danach spielte er in der Las Vegas Summer League für die Cleveland Cavaliers.
Im September 2015 kam es dann zu einem Vertragsabschluss mit den Cleveland Cavaliers, jedoch wurde er bereits im Oktober 2015 wieder entlassen, ohne ein Spiel für die Mannschaft absolviert zu haben. Er schloss sich dann jedoch dem Entwicklungsteam der Caveliers, Canton Charge, an und lief somit in der Entwicklungsliga G-League auf. Dort absolvierte er in der Saison 2015/16 43 Spiele für Canton Charge, hiervon 37 als Starter. Dabei legte er im Durchschnitt 19,6 Punkte, 3,9 Rebounds, 5,4 Assists und 1,2 Steals auf. Am 5. Februar 2016 wurde Cook nachträglich für das All-Star-Game der G-League berufen, um den verletzten DeAndre Liggins zu ersetzen. Im April desselben Jahres verlieh man ihm den Rookie-of-the-Year-Award der G-League. Außerdem wurde er zum Saisonende in das All-NBA-Development-League-Team und in das All-Rookie-Team gewählt.
Nachdem Cook im Juli 2016 erneut in der NBA Summer League gespielt hatte, schloss er im September des Jahres einen Vertrag mit den New Orleans Pelicans ab, wurde jedoch im Oktober nach nur drei absolvierten Vorbereitungsspielen wieder entlassen. Anfang November schloss er sich daher wieder den Canton Charge an.
Im Februar 2017 nahm Cook erneut am All-Star-Game der Entwicklungsliga teil und wurde zum wertvollsten Spieler (MVP) des Matches gewählt, nachdem er 18 Punkte und zwölf Assists aufgelegt hatte.
Hierdurch wurden die Dallas Mavericks auf ihn aufmerksam, sodass er mit jenem Team am 26. Februar einen Zehn-Tages-Vertrag abschließen konnte. Bereits am Folgetag gab Cook für die Mavericks sein NBA-Debüt. Als Bankspieler absolvierte er 17 Minuten und erzielte 2 Punkte, 2 Assists und 2 Rebounds. Insgesamt stand Cook in fünf Spielen für die Mavericks auf dem Parkett. Nach dem Ablauf des Vertrages kehrte Cook vorerst wieder in die Entwicklungsliga zu Canton Charge zurück.

### New Orleans Pelicans (2017)
Wenige Wochen nach seinen ersten NBA-Spielen für die Dalles Mavericks ergab sich ein weiterer Zehn-Tages-Vertrag für Cook, dieses Mal bei den New Orleans Pelicans, der nach Ablauf der zehn Tage auf den Rest der Saison ausgeweitet wurde. Cook überzeugte zunächst als Ergänzungsspieler und erzielte im April bei der 101:123-Niederlage gegen die Golden State Warriors 22 Punkte. Am 25. Juli wurde er jedoch von den Pelicans nach nur neun Einsätzen wieder entlassen.

### Golden State / Santa Cruz Warriors (2017–2019)
Im Vorfeld der Saison 2017/18 nahm Cook am Training der Atlanta Hawks teil, wurde jedoch nicht in den Kader für die Regular Season übernommen. Im Oktober 2017 unterzeichnete er einen Zwei-Wege-Vertrag mit den Golden State Warriors, der es ihm erlaubte, sowohl für jene NBA-Mannschaft als auch für das Entwicklungsteam der Kalifornier, den Santa Cruz Warriors, aufzulaufen. Cook absolvierte 33 NBA-Spiele, von denen er 18 als Teil der Startaufstellung bestritt. Durchschnittlich erzielte er 9,5 Punkte, 2,5 Rebounds, 2,7 Assists und 0,4 Steals. Seinen Saisonhöchstwert von 30 Punkten erzielte er in einem Spiel gegen die Milwaukee Bucks. Verletzungen des etatmäßigen Guards Stephen Curry führten dazu, dass Cook einen festen Platz in der Rotation bekam und zu einem wichtigen Spieler für die Warriors wurde. Er bekam daher im April 2018 einen Zweijahresvertrag angeboten, den er unterzeichnete. Die Warriors erreichten souverän die Playoffs, in denen Cook als Bankspieler fungierte. Man erreichte die NBA-Finalserie, nachdem man in den Conference Finals der Western Conference die Houston Rockets ausgeschaltet hatte. In der Finalserie sah man sich den Cleveland Cavaliers um Superstar LeBron James gegenüber, die man glatt mit 4:0 bezwang. Somit gewann Cook seine erste NBA-Meisterschaft.
In der Folgesaison stand Cook in 74 Spielen für die Warriors auf dem Parkett, davon in zehn Spielen als Starter. Er erzielte im Durchschnitt 6,9 Punkte pro Partie, dazu 2,1 Rebounds und 1,6 Assists. Die Warriors erreichten erneut die NBA-Finals, mussten sich dort aber in sechs Spielen den Toronto Raptors um Kawhi Leonard geschlagen geben. Nach jener Saison wurde Cook vertragslos.

### Los Angeles Lakers (2019–2021)
Wie sein Finalgegner Leonard, der zu den Los Angeles Clippers wechselte, zog es auch Cook zur neuen Saison nach Los Angeles, wo er sich den Lakers anschloss. Hier wurde er zum Mitspieler zweier weiterer Finalgegner aus den Vorjahren, nämlich LeBron James, dem er in der siegreichen Serie gegen die Cleveland Caveliers begegnet war, und Danny Green, der aus Toronto nach Los Angeles gewechselt war.

### Cleveland Cavaliers (2021)
Im Laufe der Saison wurde Cook zu den Cleveland Cavaliers getradet, wo er jedoch nur sieben Partien als Bankspieler absolvierte.

### Lokomotiv Kuban (2021)
Vor der NBA-Saison 2021/22 unterzeichnete Cook einen Vertrag bei den Portland Trail Blazers, wurde dort jedoch nach lediglich zwei Spielen in der Preseason wieder entlassen. Cook verließ daraufhin die NBA nach insgesamt
1200 erzielten Punkten in 188 Spielen und ging nach Russland zum Club Lokomotive Kuban, wo er in sechs Spielen durchschnittlich 5,5 Punkte, 2,7 Assists und einen Rebound auflegte.

### Stockton Kings (2022)
Im Februar 2022 kehrte Cook zumindest in das Umfeld der NBA zurück und schloss sich dem G-League-Team Stockton Kings an.

### Zhejiang Lions (seit 2022)
Die nächste Station führte Cook nach China. Für die Zhejiang Lions erzielte er am 14. Dezember 2022 einen Karrierehöchstwert von 54 Punkten in lediglich 29 Minuten Einsatzzeit in einem Spiel gegen die Shandong Heroes.

## Statistiken

### Regular Season
| Saison  | Team         | GP  | GS | MPG  | FG % | 3P % | FT %  | RPG | APG | SPG | BPG | PPG |
| ------- | ------------ | --- | -- | ---- | ---- | ---- | ----- | --- | --- | --- | --- | --- |
| 2016–17 | Dallas       | 5   | 0  | 15.4 | .440 | .357 | .000  | .6  | 2.4 | .2  | .0  | 5.4 |
| 2016–17 | New Orleans  | 9   | 0  | 12.3 | .537 | .500 | .667  | .4  | 1.6 | .3  | .0  | 5.8 |
| 2017–18 | Golden State | 33  | 18 | 22.4 | .484 | .442 | .880  | 2.5 | 2.7 | .4  | .0  | 9.5 |
| 2018–19 | Golden State | 74  | 10 | 14.3 | .465 | .405 | .769  | 2.1 | 1.6 | .3  | .0  | 6.9 |
| 2019–20 | Los Angeles  | 44  | 1  | 11.5 | .425 | .365 | .786  | 1.2 | 1.1 | .3  | .0  | 5.1 |
| 2020–21 | Los Angeles  | 16  | 0  | 3.9  | .462 | .385 | .800  | .3  | .3  | .1  | .1  | 2.1 |
| 2020–21 | Cleveland    | 7   | 0  | 13.6 | .405 | .462 | 1.000 | 1.7 | 1.9 | .4  | .0  | 6.1 |
| Gesamt  | Gesamt       | 188 | 29 | 14.1 | .461 | .408 | .795  | 1.7 | 1.6 | .3  | .0  | 6.4 |

### Playoffs
| Saison  | Team         | GP | GS | MPG  | FG % | 3P % | FT %  | RPG | APG | SPG | BPG | PPG |
| ------- | ------------ | -- | -- | ---- | ---- | ---- | ----- | --- | --- | --- | --- | --- |
| 2017–18 | Golden State | 17 | 0  | 10.3 | .448 | .226 | .824  | 1.4 | .6  | .2  | .1  | 4.8 |
| 2018–19 | Golden State | 17 | 0  | 11.4 | .400 | .324 | 1.000 | 1.1 | .7  | .2  | .1  | 4.2 |
| 2019–20 | Los Angeles  | 6  | 0  | 4.0  | .500 | .500 | 1.000 | .2  | .8  | .0  | .0  | 2.2 |
| Gesamt  | Gesamt       | 40 | 0  | 9.8  | .429 | .290 | .864  | 1.1 | .7  | .2  | .1  | 4.2 |

### College
| Saison  | Team   | GP  | GS | MPG  | FG % | 3P % | FT % | RPG | APG | SPG | BPG | PPG  |
| ------- | ------ | --- | -- | ---- | ---- | ---- | ---- | --- | --- | --- | --- | ---- |
| 2011–12 | Duke   | 33  | 4  | 11.7 | .405 | .250 | .776 | 1.0 | 1.9 | .4  | .1  | 4.4  |
| 2012–13 | Duke   | 36  | 34 | 33.6 | .416 | .393 | .877 | 3.8 | 5.3 | 1.4 | .1  | 11.7 |
| 2013–14 | Duke   | 35  | 22 | 29.8 | .432 | .371 | .827 | 2.2 | 4.4 | 1.3 | .0  | 11.6 |
| 2014–15 | Duke   | 39  | 39 | 35.8 | .453 | .395 | .891 | 3.4 | 2.6 | 1.0 | .0  | 15.3 |
| Gesamt  | Gesamt | 143 | 99 | 28.2 | .432 | .375 | .853 | 2.7 | 3.6 | 1.1 | .1  | 11.0 |

## Nationalmannschaft
Cook hat mehrere Jugendnationalmannschaften durchlaufen. So wurde er im Mai 2009 in die Juniorennationalmannschaft berufen und war Mitglied der US-Auswahl der Altersklasse U16, die im Jahre 2009 die FIBA-Südamerikameisterschaft gewann. Mit 15,6 Punkten je Begegnung war Cook im Verlauf des Turniers drittbester Korbschütze seiner Mannschaft. Er bereitete insgesamt 25 Korberfolge seiner Nebenleute vor, was mannschaftsintern den Spitzenwert bedeutete. 2010 war Cook Mitglied der U17-Nationalmannschaft der Vereinigten Staaten, die Weltmeister in dieser Altersklasse wurde. Zu seinen Mannschaftskameraden gehörten während des in Hamburg ausgetragenen Turniers neben anderen Bradley Beal und Andre Drummond.

## Auszeichnungen und Erfolge
- NBA G-League Rookie of the Year 2016
  - NBA G-League All-Rookie Team 2016
- 2× First-Team All-NBA G-League 2017, 2018
  - Third-Team All-NBA G-League 2016
- 2× NBA G-League All-Star 2016, 2017
  - NBA G-League All-Star Game MVP 2017
- NCAA-Meister (Men’s Division I Basketball Tournament) 2015
- Second-team NCAA Men’s Basketball All-Americans 2015
- Second-team All-Atlantic Coast Conference 2015
- McDonald’s All-American Boys Game 2011
- 2 NBA-Meisterschaften 2018, 2020